# История Ниуэ

## Доколониальный период

### Заселение острова
Согласно мнению историков, колонизация острова Ниуэ относится к последним столетиям первого тысячелетия до нашей эры. Колонисты (предположительно, полинезийцы) приплыли на остров с островов Тонга, Самоа и Пукапука. Дефицит пресной воды, плодородной почвы и камней для изготовления орудий труда наложили значительные ограничения для заселения острова. В течение очень долгого периода своей истории островитяне оставались практически в изоляции от других полинезийских народов, хотя время от времени подвергались воинственным вторжениям с соседних островов.
Подтверждением этому факту могут свидетельствовать существование на Ниуэ диалектического различия в языке и враждебность между жителями северной и южной частей острова. Сходство языка ниуэ с самоанским и тонганским языками также говорят о том, что предпринималось несколько попыток колонизации Ниуэ.
Ниуэ находилось недалеко от Тонганской империи (включавшей Фиджи и Самоа).

### Деление острова
Исторически Ниуэ был разделён на две части. На юге острова, от южной части деревни Алофи и до деревни Лику, проживало племя тафити (ниуэ Tafiti). На остальной части — племя моту (ниуэ Motu). Между этими племенами происходили постоянные столкновения вплоть до обращения островитян в христианство.
Существование на острове двух враждебных племён скорее всего свидетельствует о том, что эти племена имели разных предков. Люди тафити вероятно заселили остров позднее моту и приплыли с островов Фиджи (Тафити — одно из названий островов Фиджи, которое было дано группе самоанцами). Люди моту скорее всего колонизировали острова раньше тафити. Согласно легендам острова предками моту были Хуанаки (ниуэ Huanaki) и Фао (ниуэ Fāo). Вполне вероятно моту приплыли с островов Самоа.
Маорийские префиксы к названиям племён Нгати-, Нгаи- и Ати-, которые переводятся как «потомки кого-то», не использовались на Ниуэ. Вместо Нгати- на острове использовались слова Тама (ниуэ Tama) или фагаи (ниуэ fagai). Например, объединения близких родственников носили название Тама-хамуа (ниуэ Tama-hamua), Тама-каутонг (ниуэ Tama-kautonga), Тама-хато-кула (ниуэ Tama-hato-kula). В настоящее время эти термины являются географическими названиями. Фагаи также представляло собой объединение людей, но главным фактором было не кровное родство, а совместное проживание в целях «прокормления».

### Система управления
В далёком прошлом на Ниуэ сложилась особая система управления, отличавшаяся от моделей, представленных на других островах Океании. Одной из отличительных черт была выборность верховного вождя, или короля, титул которого не был наследуемым. Институт короля на Ниуэ, или пату-ики (ниуэ patu-iki, в переводе «вождь вождей»), скорее всего был привнесён с островов Тонга или Самоа (до его появления на острове существовали только главы семей). Первоначально король избирался из членов ведущей семьи острова. Впоследствии назначение короля стало прерогативой жителей деревни-победительницы (однако избранный король всё равно должен был получить одобрение других деревень).
Точное время возникновения института королевской власти на Ниуэ неизвестно, но можно предположить, что королевская власть существовала не более 150 лет, прежде чем в 1849 году население острова было обращено в христианство.
Существовавшая на Ниуэ модель королевской власти была во многом схожа с той, которая действовала на острове Мангаиа в архипелаге Кука, где король (арики) также избирался, а его власть не была наследуемой, и в то же время резко отличалась от модели на Самоа и Тонга, ближайшим к Ниуэ архипелагам.
Королям Ниуэ давались почётные и символические имена, такие как Улу-хе-моту (ниуэ Ulu-he-motu, «глава острова»), а место, где он жил, — Ухо-моту (ниуэ Uho-motu, «центр острова»).
О функциях пату-ики известно мало. При нём всегда существовал совет, или фоно (ниуэ fono), представители которого постоянно общались с местными жителями. В каждой деревне Ниуэ также находился агент короля, которого звали алага-вака (ниуэ Alaga-vaka). Существовал также главный алага-вака, или алага-вака-не-муа (ниуэ Alaga-vaka ne-mua) (наподобие современного премьер-министра), который очень часто захватывал верховную власть на Ниуэ и правил самостоятельно (при нём же находился помощник, которого звали ниуэ хагаи).
На острове также существовали другие вожди, которых звали ики (ниуэ iki) и пату (ниуэ patu). Ики, предположительно, прежде чем стать вождями, были воинами. Пату были по сути главами семей и возглавляли фагаи. Вместе с ики они выполняли функции судей, или факафили (ниуэ fakafili), полиции, или леолео (ниуэ leoleo), дьяконов. Из них же формировались фоно, советы каждой островной деревни. В далёком прошлом пату также возглавляли войско во время войн.
См. также: Список пату-ики Ниуэ

### Короли Ниуэ
О королях Ниуэ известно очень мало. Отрывочные сведения сохранились только в местных легендах, песнях.
В честь назначения короля устраивались праздники с танцами и пением, а сам король проходил особую церемонию посвящения. Его тело мазали душистыми маслами, или маноги (ниуэ manogi), а процесс посвящения проводил один из вождей острова. От каждой деревни Ниуэ на церемонию посылались представители, в то время как остальные жители были обязаны помогать в организации церемонии (например, доставляли камни для сооружения пепе (ниуэ pēpē), площадки, на которой проводилось посвящение).

#### Короли периода раха-поули (ниуэraha pouli)
Этот период в истории Ниуэ известен как «тёмный период».
- Пуни-мата (ниуэ Puni-mata)[6], первый путу-ики Ниуэ. Умер престарелым, и был похоронен у местечка Хопуо. После его смерти на острове установился период междуцарствия.
- Патуа-валу-Тхен (ниуэ Patua-valu-Then)[6]. После некоторого периода междуцарствия люди Ниуэ решили избрать нового короля, и выбор пал на Таге-лаги (ниуэ Tage-lagi). Однако он отказался и предложил кандидатуру Патуа-валу, при котором согласился стать его воином. Жители Ниуэ согласились и избрали Патуа-валу королём острова.
- Галига (или Галиага-а-Ики (ниуэ Galiaga-a-Iki))[10], следующий король Ниуэ. Умер насильственной смертью.
- Фоки-мата (ниуэ Foki-mata)[11] — следующий король.
- Пакието (ниуэ Pakieto)[11] — правил менее года, так как рано умер.

#### Короли периода раха-лиоги (ниуэraha liogi)
Этот период относится к появлению на острове христианства.
- Туи-тога (ниуэ Tui-toga)[11] — первый король периода раха-лиоги. Стал королём 2 марта 1875 года. Умер 13 июня 1887 года.
- Фата-а-ики (ниуэ Fata-a-iki)[11]. Стал королём 21 ноября 1888 года. Умер 15 декабря 1896 года.
- Тогиа-Пулу-тоаки (ниуэ Togia-Pulu-toaki)[11]. Стал королём 30 июня 1898 года. Дата смерти — ?

## Колониальный период

### Открытие острова
Первым европейским первооткрывателем Ниуэ стал английский мореплаватель Джеймс Кук, который высадился на острове в 1774 году. Туземцы встретили путешественника очень враждебно (скорее всего, местные жители боялись, что чужеземцы завезут на остров ранее неизвестные болезни). В результате Джеймс Кук назвал остров Островом Савидж (в переводе с английского языка «Остров Дикарей»).

### Миссионерская деятельность
В течение достаточно долгого периода времени Ниуэ оставался вне поле зрения европейцев. Только в 1830 году на острове высадился член Лондонского миссионерского общества Джон Уильямс. Он намеревался оставить на Ниуэ двух миссионеров с острова Аитутаки. Однако они отказались оставаться на острове, и Джон Уильямс решил взять в плен двух ниуэанцев по имени Уэа и Ниумага. Его план состоял в том, чтобы обратить в христианство этих двух жителей острова и обучить их миссионерскому делу, чтобы те впоследствии вернулись на Ниуэ и помогли христианизировать местное население. После визита на Самоа Уильямс пытался вернуть Уэа и Ниумага на родной остров, однако помешали ветра, поэтому их высадили на острове Раиатеа. Проведя там несколько месяцев, ниуэанцы всё-таки смогли вернуться домой. Они привезли с собой растение папайю, однако занесли с корабля грипп и сифилис, из-за которых погибло большое количество островитян. В результате один из миссионеров, Уэа, был убит Хопо-хе-лаги (ниуэ Hopo-he-lagi), отцом Ики-лаги (ниуэ Iki-lagi), который был одним из глубокоуважаемых вождей Алофи.
Убийство миссионера вызвало серьёзные столкновения на Ниуэ, в результате которых людьми деревни Лику были убиты Хопо-хе-лаги и ещё десять человек. Второй миссионер, Ниуманга, проживал вместе со своей женой в Алофи, где находился в безопасности. Впоследствии он вместе с другими ниуэнцами, Ниукаи и Пениамина, отправился на торговом судне на Самоа. Там Пениамина стал слугой известного миссионера, доктора Тёрнера, который научил его чтению и письму. Примерно в 1844—1845 годах Пениамина вернулся на Ниуэ уже миссионером. Так как после его прибытия на острове не начались эпидемии, религиозная деятельность Пениамина была успешной. Однако затем у миссионера появились внебрачные связи, за что он был изгнан миссионерами на Самоа, где умер в 1874 году.
В 1852 году у острова причалил военный корабль, экипаж которого искал команду испано-португальского корабля, незадолго до этого потерпевшего бедствие. На борт были беспрепятственно допущены жители острова для бартера. Всё шло хорошо, пока у одного из ниуанцев не нашли предметы, которые он украл с корабля. Большое количество островитян было схвачено и убито.
В 1863 году у Ниуэ причалили перуанские корабли, захватив 109 ниуэанцев и впоследствии отправив их на разработки гуано в Перу на острова Чинча. Однако уже в 1868 году 80 ниуэанцев (60 мужчин и 20 женщин) добровольно покинули остров для того, чтобы работать на плантациях штата Квинсленд в Австралии, на Таити, Фиджи и острове Молден, где можно было заработать куда больше денег, чем на родных полях.

### Аннексия острова
Первые мысли о необходимости аннексии Ниуэ Британской империей были высказаны ещё в 1859 году ниуэанским миссионером Джорджем Лоуизом (англ. Georges Lawes), а уже в 1879 году на острове побывал британский верховный комиссар Сэр Артур Гордон (англ. Sir Arthur Gordon). Однако аннексии не последовало.
В 1887 году король Фатааики попросил британскую королеву Викторию об установлении британского протектората над островом. Однако ответа на письмо не последовало. Уже после смерти короля Фатааики в октябре 1899 года король Тогиа, которому суждено было стать последним в истории Ниуэ, написал губернатору Фиджи и британскому верховному комиссару с повторной просьбой об аннексии острова Британской империей. Уже в 1900 году Ниуэ всё-таки был взят под контроль Британской империей. Однако уже в 1901 году Новая Зеландия, поддержавшая Британию в англо-бурских войнах и хотевшая стать торговой империей, получила право на аннексию острова. Это вызвало широкое недовольство среди ниуэанцев, которые также протестовали против нахождения под контролем администрации Островов Кука, с которыми никогда не было тесных исторических связей. Только 29 сентября 1903 года специально для управления Ниуэ была создана новозеландская административная группа.

### Новозеландский период
Жизнь ниуэанцев в годы колониального владычества Новой Зеландии была довольно тяжёлой: болезни, бедность и ущемляющие в правах законы, неподчинение которым рассматривалось как «преступные деяния». В первые пятьдесят лет колониального владычества Новой Зеландии на Ниуэ практически не произошло каких-либо существенных улучшений в жизни островитян; проблемы острова фактически игнорировались новозеландским правительством. Это, в свою очередь, негативно сказывалось на взаимоотношениях Ниуэ с Новой Зеландией. В 1953 году на острове был убит новозеландский верховный комиссар Гектор Ларсен (англ. Hector Larsen). Мотивом к убийству вполне могло послужить пренебрежительное отношение комиссара и новозеландского правительства к проблемам Ниуэ, в том числе, и к самим жителям. Например, в период с 1940 по 1941 год против ниуэанцев было совершено 1483 преступления, а в 1950 году Ларсен обвинил в совершении преступлений 1256 коренных жителей (притом, что численность населения острова на тот момент составляла примерно 2000 человек). Основными преступлениями были нарушение комендантского часа, запретов, ругательство матом, игра в покер, наличие семьи дрожжей для пивоварения. При этом местная администрация могла беспрепятственно и без предупреждения проводить обыски в домах ниуэанцев.
В противоположность Дику Скотту Терри Магаоа Чэпмен (англ. Chapman Terry Magaoa), ниуэанский учёный, наоборот одобряет колониальную политику Новой Зеландии. Несмотря на то, что период Ларсена был сопряжён с частым применением силы, верховный комиссар всегда руководствовался мыслями о необходимости экономического и социального развития Ниуэ. Он посылал местных жителей изучать медицину в Новую Зеландию, повышал стандарты образования на острове.
С аннексией острова резко возросла эмиграция населения Ниуэ в Новую Зеландию, что сильно озадачило новозеландское правительство. Чтобы как-то воспрепятствовать этому процессу, был даже введён въездной налог.
Следующим после Ларсена верховным комиссаром стал Дж. М. МакЭвин (англ. J.M McEwen). Он даже специально выучил язык ниуэ и написал первый ниуэ-английский словарь. Во время его руководства были значительно расширены полномочия Островного совета Ниуэ, который ранее был всего лишь марионеткой в руках новозеландского правительства. В 1960 году Островной совет стал избираемой законодательной ассамблеей Ниуэ, в компетенцию которой входило рассмотрение финансовых вопросов.
С приходом МакЭвин изменилось отношение новозеландского правительства к Ниуэ. После давления со стороны ООН и двух разрушительных циклонов в 1959 году, в результате которого было разрушено две трети всех домов острова, Новая Зеландия взяла курс на построение в Ниуэ «колонии всеобщего благоденствия». Начались подготовки по реформированию статуса острова: Ниуэ готовился стать самоуправляемой территорией.
Идея «колонии всеобщего благоденствия» подразумевало огромное внимание проблемам здравоохранения и образования на острове, что, в свою очередь, оборачивалось увеличением доли государственного сектора в экономике. К 1965 году жизнь ниуэанцев резко изменилась в лучшую сторону, что связано со значительным вливанием в экономику острова денежных средств, выделенных правительством Новой Зеландии. Главной статьёй правительственных расходов стал образовательный сектор. Значительные средства были выделены на улучшение здравоохранения, жилищного вопроса, строительство аэропорта в 1970 году.

## Период самоуправления
В 1974 году остров получил автономию, Ниуэ стал свободноассоциированным с Новой Зеландией государственным образованием.
Предоставление Ниуэ самоуправления было не результатом давления ниуэанцев на новозеландское правительство, а преимущественно вызвано Декларацией о предоставлении независимости колониальным странам и народам, принятой резолюцией 1514 (XV) Генеральной Ассамблеи ООН от 14 декабря 1960 года. Давление ООН по поводу освобождения Ниуэ от колониального господства вынудили Новую Зеландию признать желание и право острова на самоуправление (при этом правительство даже не поинтересовалось узнать, хотели ли вообще жители острова предоставления этого самоуправления). В ответ на решительные шаги новозеландского правительства первым независимым решением Ниуэ стал отказ от полной независимости, по крайней мере, жители острова выступили против тех временных рамок, которые установили Новая Зеландия и ООН.
Колебания ниуэанского населения касательно необходимости предоставления острову самоуправления, а тем более, независимости, были вызваны несколькими причинами. Во-первых, централизованная система управления Ниуэ не соответствовала традиционному децентрализованному политическому устройству острова. Традиционной и базовой ячейкой ниуэанского общества всегда была семья, которая находилась под контролем старшего мужчины в семье. Внутренние дела деревни обсуждались на регулярных собраниях глав семей и решения выносились на основе консенсуса. Всё это отражало эгалитаристскую структуру ниуэанской власти, децентрализованной на уровне деревни. Эгалитаризм Ниуэ является уникальным явлением среди полинезийских культур. Во-вторых, на острове отсутствовали идеи национализма, а местная элита привыкла к тому, что решения принимают не они, а кто-то другой (первоначально церковь, а впоследствии новозеландская администрация). В книге «A History of Niue», написанной ниуэанскими авторами, также говорится о том, что местное население опасалось того, что, став самоуправляемой территорией, остров смог бы потерять ту финансовую поддержку, которая оказывала Новая Зеландия, а также открытый доступ для жителей Ниуэ в Новую Зеландию.
Именно поэтому Ниуэ сразу отказался от получения полной независимости. Давление ООН на Новую Зеландию спало тогда, когда делегации ООН посетила в 1972 году остров и убедилась, что благодаря Новой Зеландии на Ниуэ было отмечено значительное улучшение жизни островитян.
Конституция самоуправляющегося Ниуэ была принята 19 октября 1974 года после всенародного голосования, в котором за новую Конституцию высказалось 887 человек (против — 469 человек). Конституцией вовсе не предусматривался какой-либо разрыв отношений с Новой Зеландии, наоборот, в ней содержался ряд положений, которые были очень выгодны острову. Согласно параграфу 7, новозеландское правительство обязалось продолжать оказание экономической и административной помощи Ниуэ. Жители острова сохранили за собой новозеландское гражданство, таким образом, за местными жителями сохранилось право беспрепятственно переехать и поселиться в Новой Зеландии. Согласно Конституции, право собственности сохраняется только за ниуэанцами. Другим важным положением стало то, что Конституцию Ниуэ можно изменить только при поддержке двух третей голосов. Это стало отражением традиционной эгалитаристской формы правления на острове.
В 2004 году Ниуэ значительно пострадал от тропического циклона «Гета», в результате которого около 200 из 1600 жителей потеряли крышу над головой. Впоследствии значительная часть населения эмигрировала в Новую Зеландию. При этом в последние годы на Ниуэ продолжается отток населения в другие страны Океании.